# Flujo de calor
El flujo de calor o flujo térmico, también conocido como densidad de flujo de calor o intensidad de velocidad de flujo de calor es un flujo de energía por unidad de área por unidad de tiempo. En SI, sus unidades son vatios por metro cuadrado (W⋅m−2). Tiene una dirección y una magnitud, por lo que es una cantidad vectorial. Para definir el flujo de calor en un cierto punto en el espacio, uno toma el caso límite donde el tamaño de la superficie se vuelve infinitamente pequeño.
El flujo de calor a menudo se denota  {\displaystyle {\overrightarrow {\phi _{\text{q}}}}}, el subíndice  {\displaystyle q}  especifica el flujo de calor, en oposición al flujo de masa o de momento. La ley de Fourier es una aplicación importante de estos conceptos.

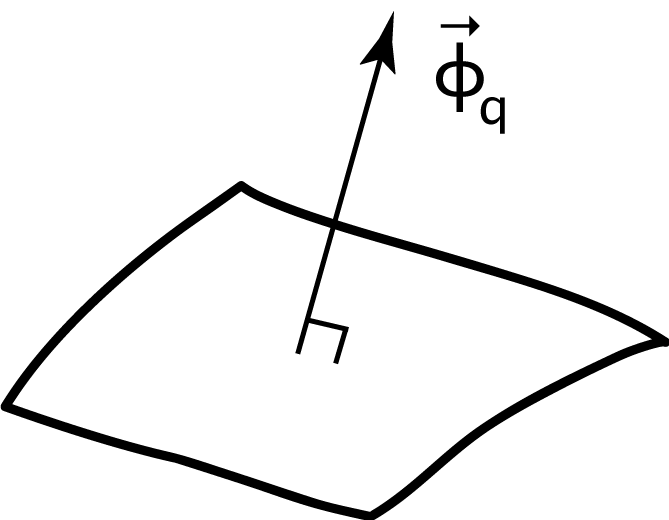
Flujo de calor a través de una superficie.

## Ley de Fourier
Para la mayoría de los sólidos en condiciones normales, el calor se transporta principalmente por conducción y el flujo de calor se describe adecuadamente por la ley de Fourier.

### La ley de Fourier en una dimensión
{\displaystyle \phi _{\text{q}}=-k{\frac {dT(x)}{dx}}}
donde  {\displaystyle k}  es la conductividad térmica. El signo negativo muestra que el flujo de calor se mueve desde las regiones de temperatura más alta a las regiones de temperatura más baja.

### Extensión multidimensional

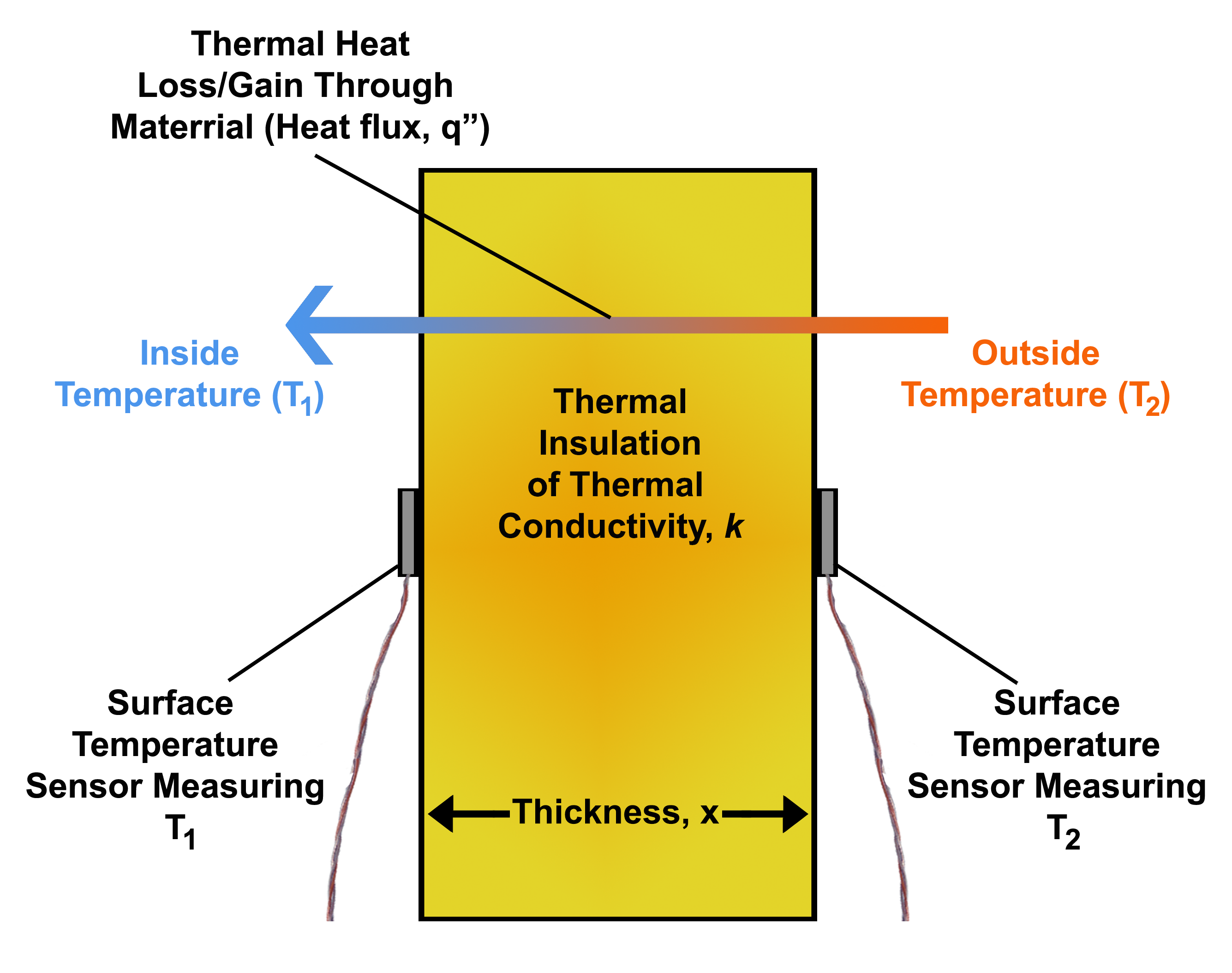
Diagrama que representa el flujo de calor a través de un material de aislamiento térmico con conductividad térmica, k y espesor, x. El flujo de calor se puede determinar utilizando dos mediciones de temperatura de superficie en cada lado del material usando sensores de temperatura si también se conocen k y x del material.

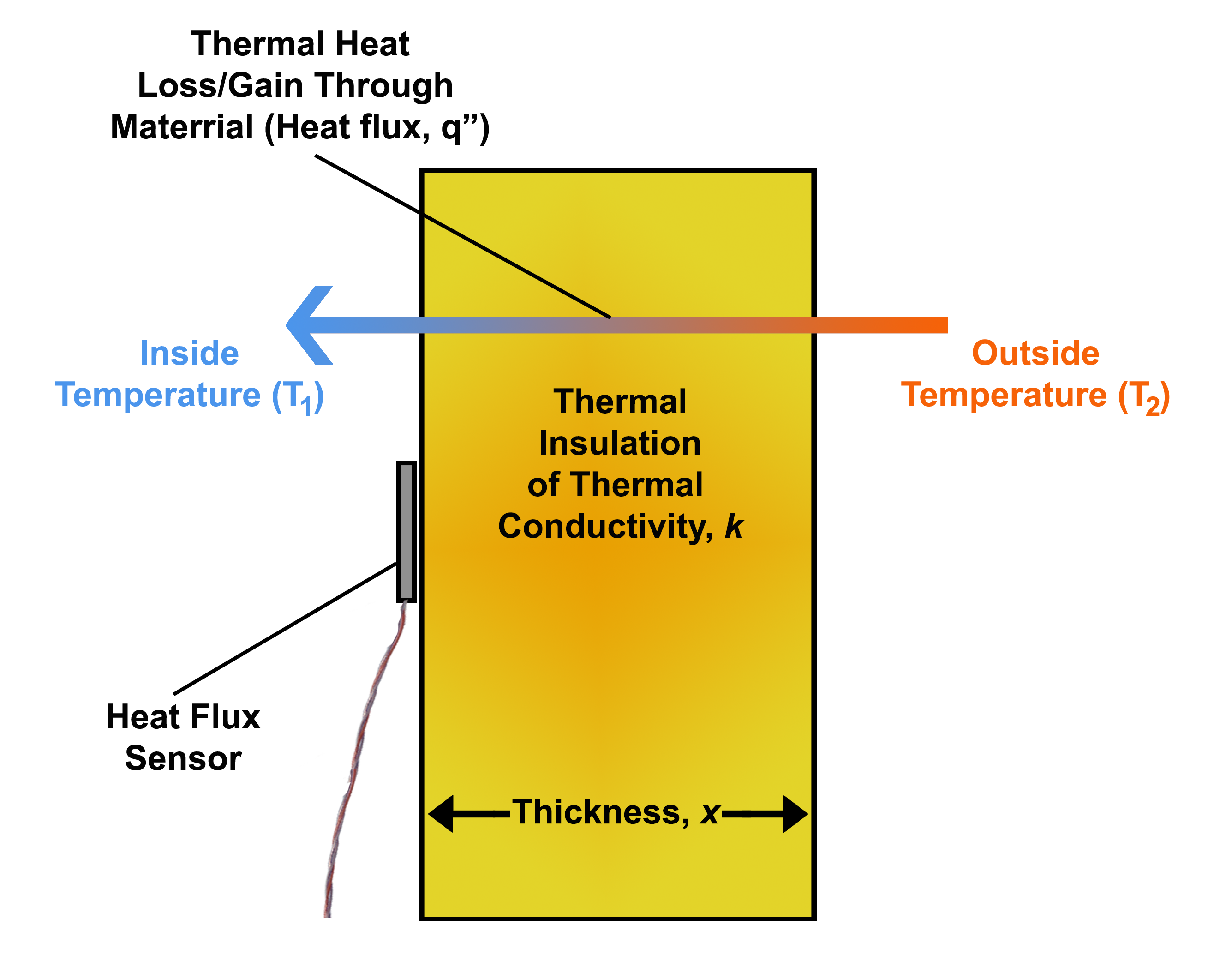
Diagrama que representa el flujo de calor a través de un material de aislamiento térmico con conductividad térmica, k y espesor, x. El flujo de calor se puede medir directamente usando un solo sensor de flujo de calor ubicado en cualquier superficie o incrustado dentro del material. Usando este método, no se requiere conocer los valores de k y x del material.

El caso multidimensional es similar, el flujo de calor disminuye y, por lo tanto, el gradiente de temperatura tiene el signo negativo:
{\displaystyle {\overrightarrow {\phi _{q}}}=-k{\nabla }T}
donde  {\displaystyle {\nabla }} es el operador gradiente. 

## Medición del flujo de calor
La medición del flujo de calor se puede realizar de diferentes maneras. Un método comúnmente conocido, pero a menudo poco práctico, se realiza midiendo una diferencia de temperatura sobre una pieza de material con conductividad térmica conocida. Este método es análogo a una forma estándar de medir una corriente eléctrica, donde uno mide la caída de voltaje sobre una resistencia conocida. Por lo general, este método es difícil de realizar, ya que la resistencia térmica del material que se está probando a menudo no se conoce. Se requieren valores precisos para el espesor del material y la conductividad térmica para determinar la resistencia térmica. Usando la resistencia térmica, junto con las mediciones de temperatura en ambos lados del material, el flujo de calor puede calcularse indirectamente.
Un segundo método para medir el flujo de calor es usar un sensor de flujo de calor, o un transductor de flujo de calor, para medir directamente la cantidad de calor que se transfiere a/desde la superficie a la que se monta el sensor de flujo de calor. El tipo más común de sensor de flujo de calor es una termopila de temperatura diferencial que opera esencialmente con el mismo principio que el primer método de medición que se mencionó, excepto que tiene la ventaja de que la resistencia/conductividad térmica no necesita ser un parámetro conocido. Estos parámetros no tienen que ser conocidos, ya que el sensor de flujo de calor permite una medición in situ del flujo de calor existente mediante el uso del efecto Seebeck. Sin embargo, los sensores de flujo de calor de la termopila diferencial deben calibrarse para relacionar sus señales de salida [μV] con los valores de flujo de calor [W/(m²⋅K)]. Una vez que se calibra el sensor de flujo de calor, se puede usar para medir directamente el flujo de calor sin requerir el valor raramente conocido de resistencia térmica o conductividad térmica.

## Relevancia para la ciencia y la ingeniería
Uno de los recursos en la caja de herramientas científica o ingeniera es el balance de energía. Dicho equilibrio se puede configurar para cualquier sistema físico, desde reactores químicos hasta organismos vivos, y generalmente toma la siguiente forma
{\displaystyle {\big .}{\frac {\partial E_{\mathrm {entra} }}{\partial t}}-{\frac {\partial E_{\mathrm {sale} }}{\partial t}}-{\frac {\partial E_{\mathrm {acumulado} }}{\partial t}}=0}
donde los tres   {\displaystyle {\big .}{\frac {\partial E}{\partial t}}}  los términos representan la tasa de tiempo de cambio de, respectivamente, la cantidad total de energía entrante, la cantidad total de energía saliente y la cantidad total de energía acumulada.
Ahora, si la única forma en que el sistema intercambia energía con su entorno es a través de la transferencia de calor, la tasa de calor puede usarse para calcular el balance de energía, ya que
{\displaystyle {\big .}{\frac {\partial E_{\mathrm {entra} }}{\partial t}}-{\frac {\partial E_{\mathrm {sale} }}{\partial t}}=\oint _{S}{\overrightarrow {\phi _{q}}}\cdot \,{\overrightarrow {dS}}}
Donde hemos integrado el flujo de calor  {\displaystyle {\overrightarrow {\phi _{\text{q}}}}} sobre la superficie  {\displaystyle S}  del sistema. 
En aplicaciones del mundo real, no se puede conocer el flujo de calor exacto en cada punto de la superficie, pero se pueden usar esquemas de aproximación para calcular la integral, por ejemplo, la integración de Monte Carlo.